# Penstemon caesius
Espèce
Penstemon caesius  est une espèce de plantes de la famille des Plantaginacées, originaire d'Amérique du Nord. Elle est connue sous le nom de     San Bernardino Beardtongue en anglais.

## Description
Cette espèce est pérenne, native de Californie et peut atteindre 80cm de hauteur. Les fleurs sont généralement de couleur bleue. 